# Frederick Robie junior
Frederick Robie (* 19. September 1893 in Gorham, Maine; † 5. Juni 1964 ebenda) war ein US-amerikanischer Politiker, der von 1937 bis 1941 Secretary of State von Maine war.

## Leben
Frederick Robie wurde in Gorham, Maine, geboren. Sein Großvater war der Gouverneur Frederick Robie. Robie junior schloss im Jahr 1916 die University of Maine ab. Er diente in der Army im Ersten Weltkrieg, entlassen wurde er als Pilot im Rang eines Leutnants. Im Zweiten Weltkrieg trat er erneut in die Army ein und wurde im Rang eines Majors entlassen.
Nach dem Ersten Weltkrieg arbeitete er im Landwirtschaftsministerium der Staaten Washington und New Hampshire. Anschließend kehrte er nach Maine zurück und war als Mitglied der Republikanischen Partei Abgeordneter im Repräsentantenhaus von Maine und Angehöriger des Governors Council.
Zunächst arbeitete er als Deputy Secretary of State unter Lewis O. Barrows, als dieser die Position des Secretary of State innehatte, und von 1937 bis 1941 war er Secretary of State.
Frederick Robie war mit Alice Genthner Robie verheiratet. Das Paar hatte eine Tochter und zwei Söhne. Er starb am 5. Juni 1964 in Gorham.